# Pyrocephalus
Pyrocephalus és un gènere d'ocells de la família dels tirànids (Tyrannidae ).

## Taxonomia
Segons la Classificació del Congrés Ornitològic Internacional (versió 2.5, 2010) aquest gènere està format per 4 espècies:
- Pyrocephalus rubinus - tirà cardenal comú.
- Pyrocephalus obscurus - tirà cardenal vermell.
- Pyrocephalus nanus - tirà cardenal de les Galápagos.
- Pyrocephalus dubius - tirà cardenal de l'illa de San Cristóbal, extint.